# Flavarchaea humboldti
Espèce
Flavarchaea humboldti est une espèce d'araignées aranéomorphes de la famille des Malkaridae.

## Distribution
Cette espèce est endémique de Nouvelle-Calédonie.

## Publication originale
- Rix & Harvey, 2010 : The first pararchaeid spider (Araneae: Pararchaeidae) from New Caledonia, with a discussion on spinneret spigots and egg sac morphology in Ozarchaea. Zootaxa, no 2414, p. 27-40.